# Mohófélék
A mohófélék (Mohoidae) a madarak (Aves) osztályának verébalakúak (Passeriformes) rendjébe tartozó család.
A magyar név forrással nincs megerősítve.

## Rendszertani besorolásuk
Besorolásuk vitatott, a 2008-ban választották le mézevőfélék (Meliphagiade) családjából, létrehozva egy új családot, egyes rendszerezők még a régi helyükre sorolják.
A mohófélék filogenetikus vizsgálata a fennmaradt múzeumi egyedekből vett minták DNS-hibridizációs vizsgálata után bebizonyította, hogy ezen fajok nem a mézevőfélék rokonai, hanem a csonttollúfélék (Bombycillidae), a selymesmadárfélék (Ptilogonatidae) és a különálló családba sorolt pálmajáró (Dulus dominicus) rokonai, velük egy közös monofiletikus taxont alkotnak.
A mohófélék 14-17 millió éve válhattak le a közös törzsfáról és ekkortól rokonaiktól izoláltan fejlődtek a Hawaii-szigeteken.
A csonttollúakkal és a másik két családdal való rokonság azt is jelenti, hogy ezen madarak holoarktikus vagy neotrópusi eredetűek, szemben a déli csendes-óceáni szigeteken kialakult mézevőkkel.
A mézevőkhöz való morfológiai hasonlóság (mely miatt sokáig azonos családba sorolták őket) csupán a konvergens evolúció miatt alakult ki.
A mézevőkkel közös bélyegek a hosszú, megnyúlt csőr, a hosszú, ecsetszerű végű nyelv megléte, mind a nektárevéshez való alkalmazkodás miatt alakultak ki.
A családba sorolt valamennyi faj mára kihalt, így az új-zélandi moarigófélék (Turnagridae) mellett ez a másik olyan madárcsalád, melynek valamennyi képviselője az időszámításunk után, a modern történelmi időkben halt ki.

## Rendszerezés
A családba 2 nem és 5 kihalt fajt sorolnak:
- Chaetoptila (Sclater, 1871) – 1 faj
  - kioea vagy hawaii mézevő (Chaetoptila angustipluma) – kihalt

- Moho (Lesson, 1830) – 4 faj
  - pikkelyestorkú mohó vagy kauai mohó (Moho braccatus) – kihalt
  - Oahu-mohó (Moho apicalis) – kihalt
  - molokai mohó vagy püspökmohó (Moho bishopi) – kihalt
  - hawaii mohó (Moho nobilis) – kihalt

## Képek

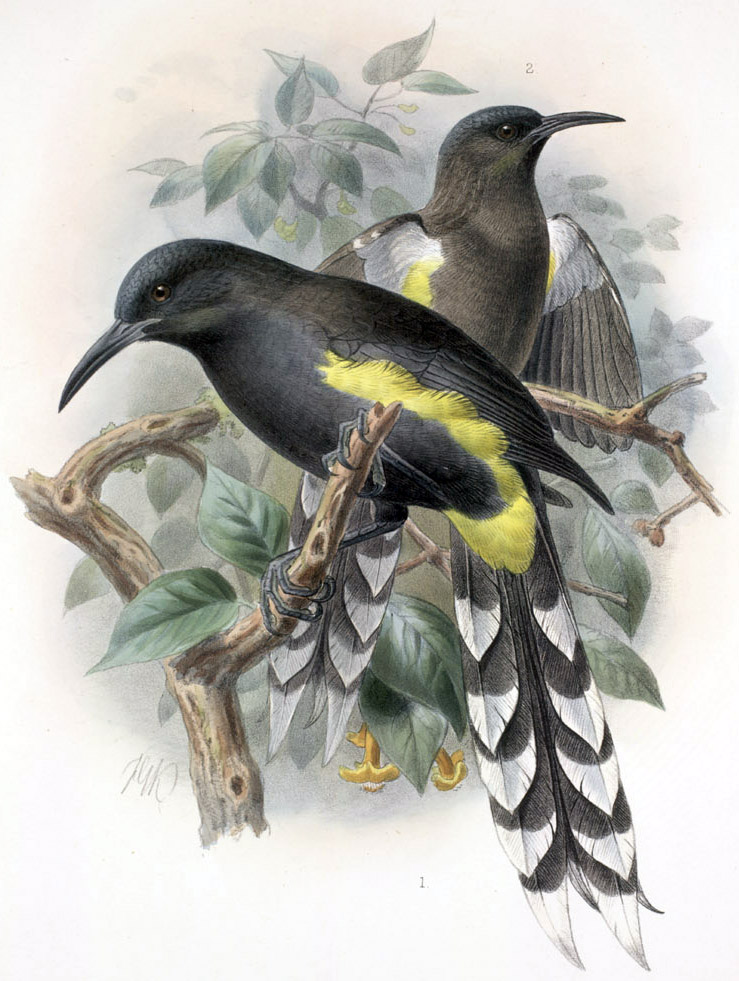
Oahu-mohó (Moho apicalis)
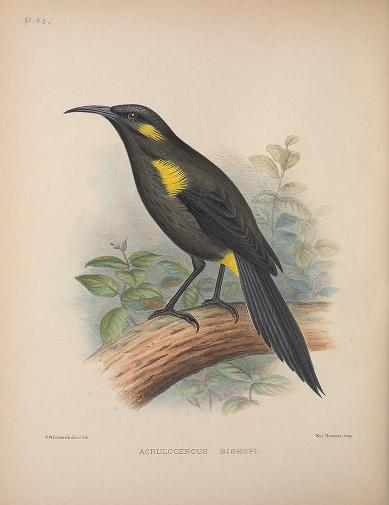
molokai mohó (Moho bishopi)
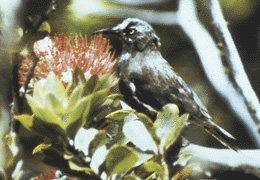
pikkelyestorkú mohó (Moho braccatus)
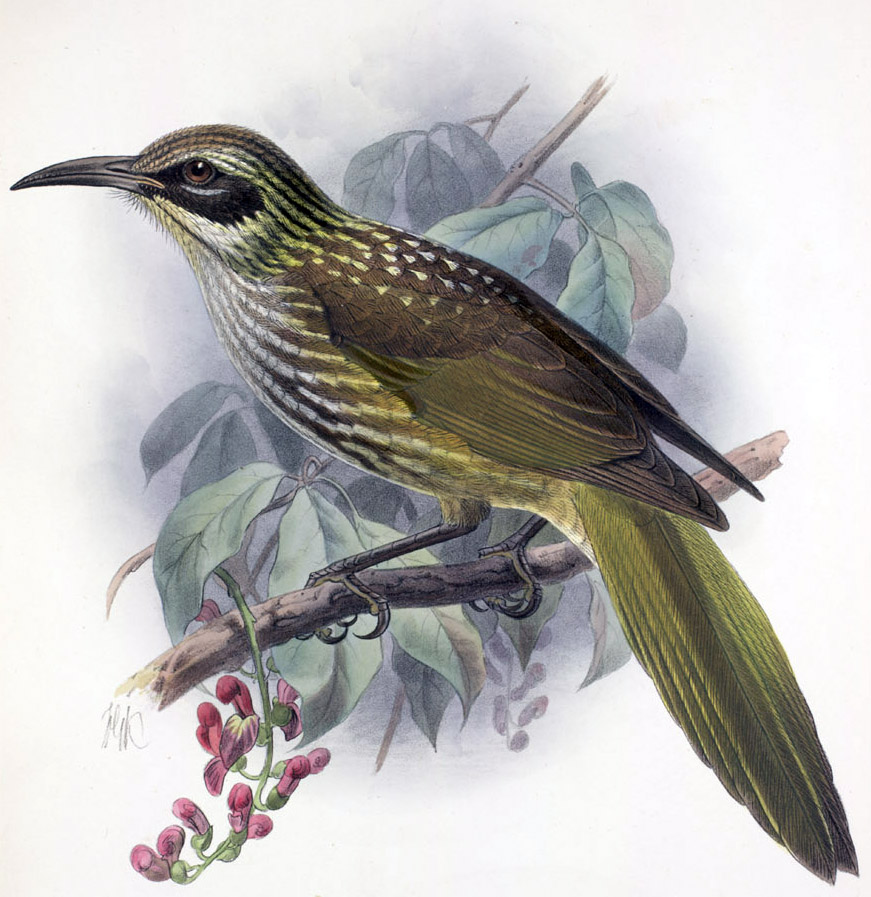
kioea vagy hawaii mézevő (Chaetoptila angustipluma)